# José Pastoriza
José Omar Pastoriza (Rosario, 23 de mayo de 1942-Buenos Aires, 2 de agosto de 2004) fue un jugador y entrenador de fútbol argentino.

## Trayectoria

### Jugador

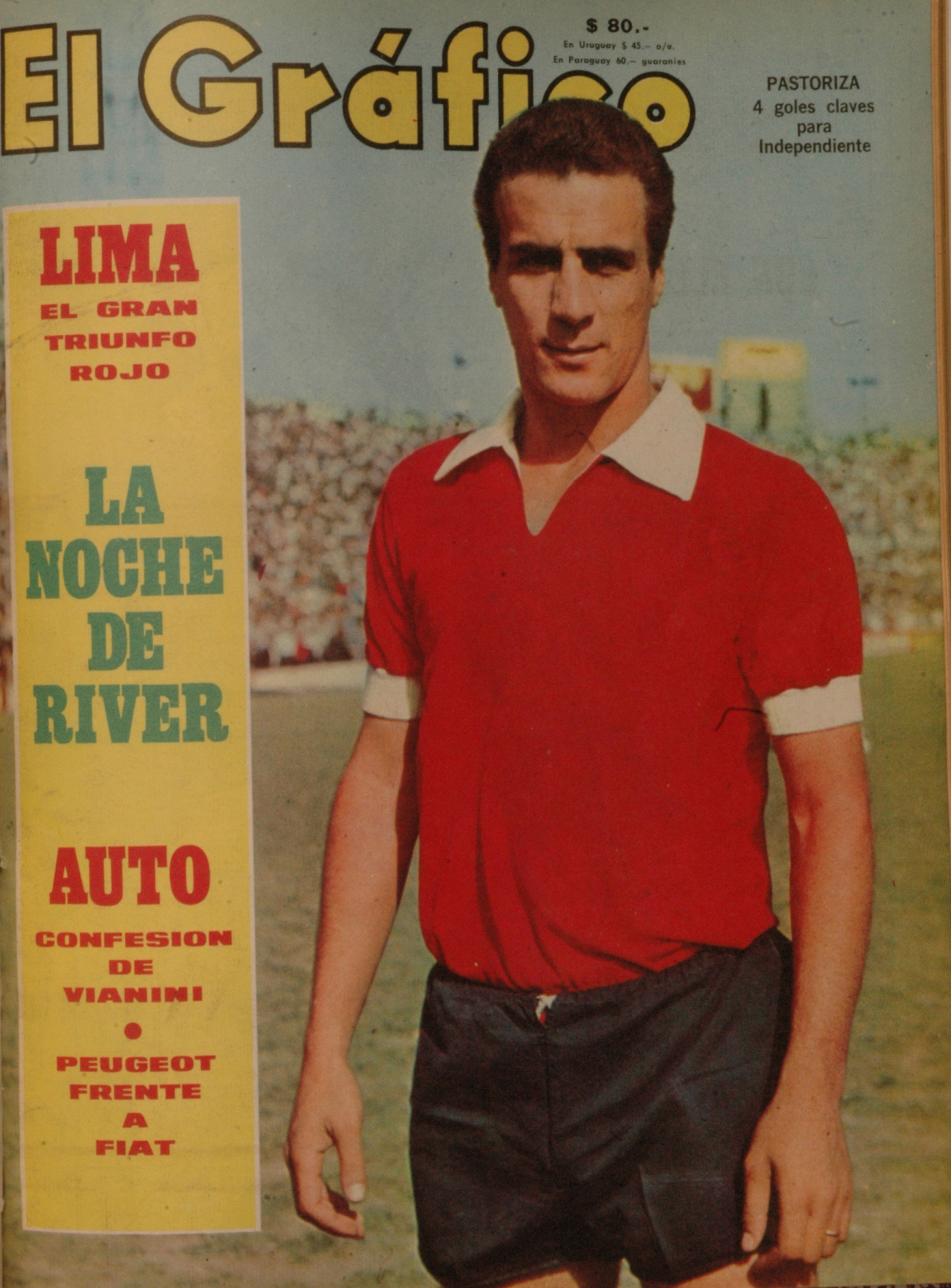
Pastoriza (Independiente) en 1968

Los inicios de Pastoriza tuvieron como escenario las categorías menores de Rosario Central, despuntando ya como jugador profesional a partir de 1962 en el Club Atlético Colón de Santa Fe. Su siguiente club fue Racing Club, en el que permaneció dos temporadas.
En 1966, pasó al máximo rival de Racing, el Club Atlético Independiente, con el que obtuvo la totalidad de los títulos que logró como jugador. Allí ganó tres campeonatos argentinos, además de una Copa Libertadores. Como jugador de Independiente, fue proclamado en 1971 futbolista argentino del año.
Tras disputar siete temporadas con Independiente, y debido a que encabezó una huelga, tuvo que dejar Avellaneda y fue fichado en 1972 por el AS Monaco, donde, tras cuatro temporadas en la liga francesa, puso punto final en 1976 a su carrera como jugador.

#### Selección nacional
Durante su etapa en Independiente, entre 1966 y 1972, fue convocado en varias ocasiones con la selección argentina. Fue convocado para el Mundial de Inglaterra 1966, si bien no llegó a disputar ningún partido en dicho torneo.
Su debut tuvo lugar en 1970 y en total con la Albiceleste disputó un total de dieciocho encuentros, anotando un gol.

### Entrenador
Terminada su etapa en el fútbol francés, en 1976, Pastoriza retornó a Argentina, donde de inmediato fue contratado por Julio Grondona como director técnico de Independiente. Daba comienzos así a su carrera como entrenador y retomaba la relación con un club en el que ya había logrado éxito como jugador. A lo largo de su trayectoria como entrenador, dirigió a Independiente hasta en cinco ocasiones, liderando la célebre Familia Roja, que aportaría diversos éxitos al conjunto de Avellaneda. Con ellos se proclamó en tres ocasiones campeón de liga, además de ganar una Copa Intercontinental y una Copa Libertadores.
A lo largo de una amplia trayectoria profesional, además de a Independiente, Pastoriza dirigió a otros clubes argentinos, como Talleres de Córdoba (en cuatro ocasiones), Racing Club, Boca Juniors, Chacarita Juniors y Argentinos Juniors. Fuera de su país natal, dirigió también a Millonarios en Colombia, al Grêmio de Porto Alegre y Fluminense en Brasil, al Atlético de Madrid en España y al Bolívar de Bolivia. Además fue seleccionador nacional de El Salvador y Venezuela.
En 2003, retornó al banquillo de Independiente por quinta vez. En dicho puesto permanecía cuando falleció de un paro cardíaco el 2 de agosto de 2004. Fue enterrado en el cementerio privado de Funes, en su natal Rosario.
En su honor, el vestuario del Estadio Libertadores de América-Ricardo Enrique Bochini, cancha del Club Atlético Independiente, lleva su nombre. También lleva su nombre una de las calles aledañas al predio del estadio.

## Clubes

### Como jugador

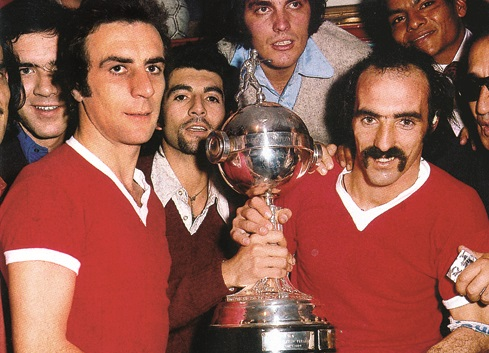
1972. El Pato Pastoriza y el Chivo Pavoni de Independiente con la Copa Libertadores.

| Club          | País      | Años      |
| ------------- | --------- | --------- |
| Colón         | Argentina | 1962-1964 |
| Racing Club   | Argentina | 1964-1966 |
| Independiente | Argentina | 1966-1972 |
| AS Monaco     | Mónaco    | 1972-1975 |

### Como entrenador
| Club                  | País        | Años      |
| --------------------- | ----------- | --------- |
| Independiente         | Argentina   | 1976-1979 |
| Talleres de Córdoba   | Argentina   | 1980      |
| Racing Club           | Argentina   | 1981-1982 |
| Millonarios           | Colombia    | 1982-1983 |
| Independiente         | Argentina   | 1983-1984 |
| Grêmio                | Brasil      | 1985      |
| Fluminense            | Brasil      | 1985      |
| Independiente         | Argentina   | 1985-1987 |
| Boca Juniors          | Argentina   | 1988-1989 |
| Independiente         | Argentina   | 1990-1991 |
| Atlético de Madrid    | España      | 1992      |
| Talleres de Córdoba   | Argentina   | 1993      |
| Bolívar               | Bolivia     | 1994      |
| Argentinos Juniors    | Argentina   | 1995      |
| Selección salvadoreña | El Salvador | 1995-1996 |
| Talleres de Córdoba   | Argentina   | 1998      |
| Selección venezolana  | Venezuela   | 1998-2000 |
| Chacarita Juniors     | Argentina   | 2002-2003 |
| Talleres de Córdoba   | Argentina   | 2003      |
| Independiente         | Argentina   | 2004      |

## Palmarés

### Como futbolista
| Título            | Club          | País      | Año    |
| ----------------- | ------------- | --------- | ------ |
| Primera División  | Independiente | Argentina | N-1967 |
| Primera División  | Independiente | Argentina | M-1970 |
| Primera División  | Independiente | Argentina | M-1971 |
| Copa Libertadores | Independiente | Argentina | 1972   |

### Como entrenador
| Título                | Club          | País      | Año    |
| --------------------- | ------------- | --------- | ------ |
| Copa Interamericana   | Independiente | Argentina | 1976   |
| Primera División      | Independiente | Argentina | N-1977 |
| Primera División      | Independiente | Argentina | N-1978 |
| Primera División      | Independiente | Argentina | 1983   |
| Copa Libertadores     | Independiente | Argentina | 1984   |
| Copa Intercontinental | Independiente | Argentina | 1984   |

### Distinciones individuales
| Distinción                                       | Año  |
| ------------------------------------------------ | ---- |
| Galardonado como Futbolista del año en Argentina | 1971 |